# Parque nacional de Aigüestortes i estany de Sant Maurici
El Parque Nacional de Aiguas Tortas y Lago de San Mauricio (en catalán: Parc Nacional d'Aigüestortes i Estany de Sant Maurici; en occitano, Parc Nacionau d’Aigüestòrtes e Estanh de Sant Maurici) es un espacio natural protegido español creado en 1955 en la provincia de Lérida. Se trata del único declarado parque nacional en la comunidad autónoma de Cataluña.
Con 525 067 visitantes anualmente (2015), es el octavo parque nacional de España en número de visitantes. Está situado en la parte central de los Pirineos repartido entre cuatro comarcas pirenaicas: la Alta Ribagorza, el Pallars Sobirá, el Pallars Jussá y el Valle de Arán, en la provincia de Lérida, abarcando, en su parte central, territorio de los términos municipales de Espot y Valle de Bohí.
Presenta dos áreas: la oriental, de clima continental y regada por los afluentes del Noguera Pallaresa, que alimentan el lago de San Mauricio, y la occidental (Aiguas Tortas), de clima atlántico de alta montaña y bañada por los tributarios del Noguera Ribagorzana.
La geografía del parque es de alta montaña porque gran parte del territorio sobrepasa los 1000 m s. n. m., con picos que no superan los 3000 m s. n. m. Abundan los lagos de origen glaciar cuaternario. Destacan, entre todos, dos valles: al oeste el valle del río San Nicolás, con sus característicos prados y meandros de los que proviene el nombre de "Aigüestortes" (aguas tortuosas). Al este el valle del río Escrita con el lago de San Mauricio.
El parque tiene un gran valor biológico. Los grandes desniveles que presenta originan los diferentes ecosistemas: prados, cultivos y bosques caducifolios en las cotas más bajas, bosques de hoja perenne en las cotas medias, y prados y rocas de alta montaña en las cotas más altas. Dado que desde hace años ha sido un espacio protegido y relativamente inaccesible, ha preservado la flora y la fauna en un estado bastante salvaje. Pese a todo, la huella del hombre es inevitable y el parque todavía está explotado por el ganado, el turismo y las centrales hidroeléctricas.

## Situación y estado del parque
El parque tiene 40 852 ha divididos en dos zonas de protección diferenciadas, la zona interna y la zona periférica. La zona interna es la que tiene la categoría de parque nacional, estrictamente hablando y tiene 14 119 ha. Las 26 733 ha de la zona periférica rodean a la zona interna y están destinadas a crear un nivel de protección gradual entre la parte interna, más protegida, y el exterior.
La zona interna se encuentra, íntegramente, en los municipios del valle de Bohí y Espot. En la vertiente de Bohí ha de distinguirse el valle de San Nicolás y la cabecera del valle del río Noguera de Tor. Entre los lagos Llong y Llebreta el río de San Nicolás forma los característicos meandros origen del nombre Aigüestortes, estos meandros, que no son exclusivos de este lugar, se forman en lugares llanos, al rellenarse de sedimentos el espacio ocupado por un antiguo lago.
En la vertiente de Espot se encuentra el río Escrita y el lago de San Mauricio. En este lago, como muchos otros de los Pirineos, se construyó un conjunto de presas a fin de obtener un mayor rendimiento hidroeléctrico. El lago se encuentra a los pies de los imponentes Los Encantados. Este conjunto formado por el lago de San Mauricio y Els Encantats es otra de las estampas características de la belleza del parque y el motivo que aparece en el logotipo del parque.
La "zona periférica" incluye los municipios de Viella y Alto Arán en el Valle de Arán; de Vilaller y valle de Bohí en la Alta Ribagorza; La Torre de Cabdella en el Pallars Jussá; y Espot, Alto Aneu, Esterri de Aneu, La Guingueta y Sort en el Pallars Sobirá. En esta zona periférica existen rincones de gran belleza y valor naturalista, como el bosque de la Mata de Valencia de Aneu, los valles de Gerber y Cabanes, el circo de Colomers, el circo de Saboredo, la ribera de Valarties, el valle de Besiberri, los lagos de Cabdella, el pico de Montardo y muchos otros.

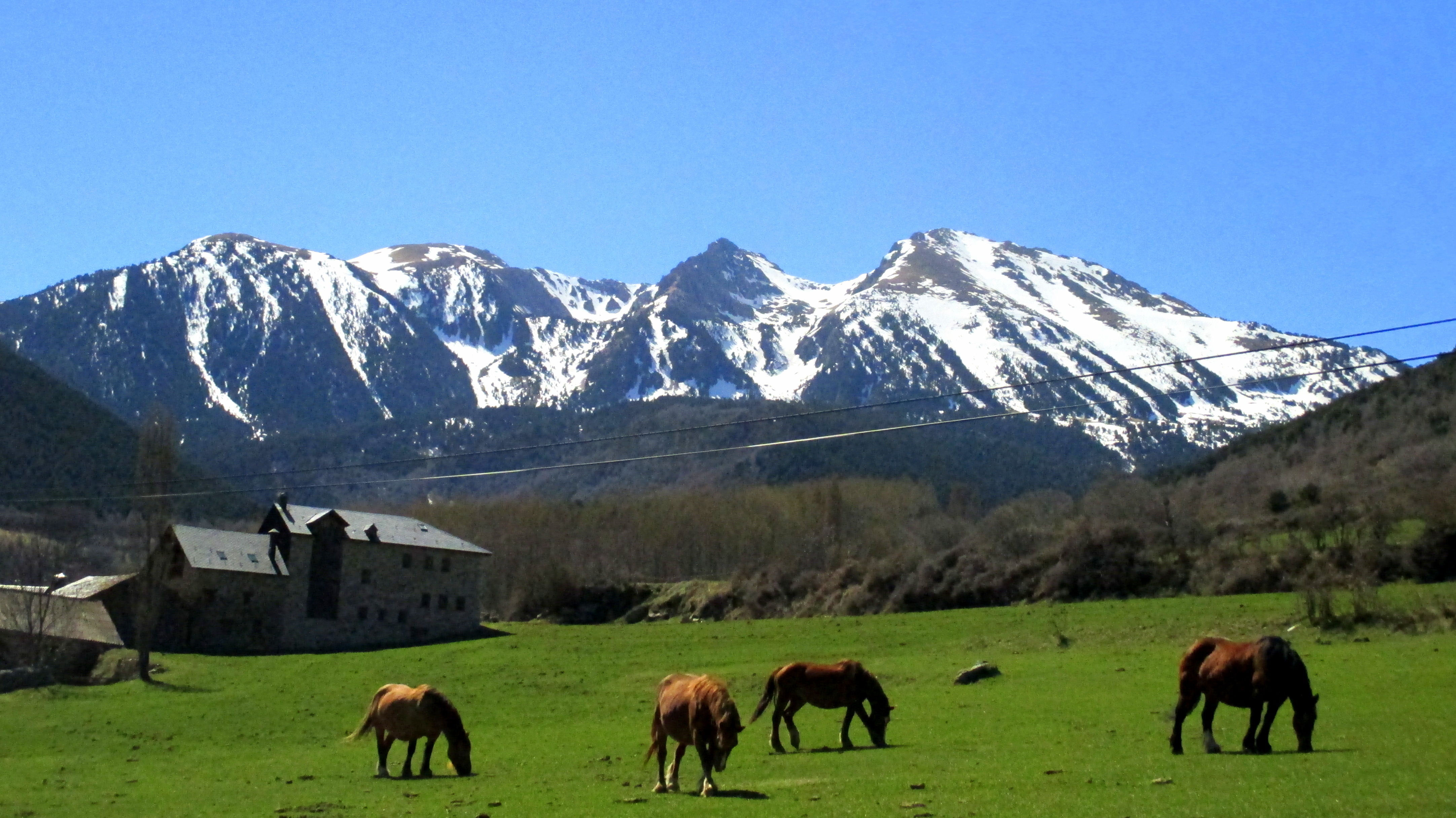
Vista desde Son.

## Historia
El asentamiento humano del Alto Pirineo fue produciéndose a medida que la última glaciación iba retrocediendo. Dentro de los límites del parque no se estableció nunca un asentamiento estable. Pero recientes estudios arqueológicos han encontrado restos de asentamientos humanos temporales ocupados hace más de 8500 años, en el período Neolítico. 
Durante el siglo XIX, coincidiendo con el período de mayor desarrollo demográfico de los valles que circundan al parque, la presión humana fue máxima, con una intensa explotación forestal, ganadera, agrícola y piscícola. Durante la primera mitad del siglo XX se inició la explotación hidroeléctrica en los Pirineos, lo que supuso una alteración profunda del paisaje que hasta entonces se había mantenido bastante bien conservado.
Ya en 1932 el Plan Maciá contempló la creación del parque nacional del Alto Pirineo, pero fue un decreto del Ministerio de Agricultura expedido el 21 de octubre de 1955 el que lo declaró parque nacional según la ley de parques naturales de 1916 con el nombre de Parque nacional de Aiguas Tortas y Lago de San Mauricio (nombre que no ha sido derogado ni cambiado oficialmente), con una extensión inicial de 9851 ha. En ese momento era el quinto parque nacional de España y el segundo de los Pirineos después de Ordesa.
El 6 de abril de 1957 se aprobó el primer reglamento de Aiguas Tortas. Este reglamento prohibía la caza y regulaba la pesca y los aprovechamientos forestales que siguieron realizándose dentro del interior del parque.
Con la aprobación del Estatuto de autonomía de Cataluña de 1979 la Generalidad de Cataluña obtuvo las competencias para la gestión y legislación de los parques naturales. Entonces empezó una época de cogestión entre las dos administraciones. Durante este tiempo se empezaron a realizar algunas inversiones: Se arreglaron los accesos, se incrementó la guardería y se contrató el primer personal de mantenimiento y de información durante los meses de verano.

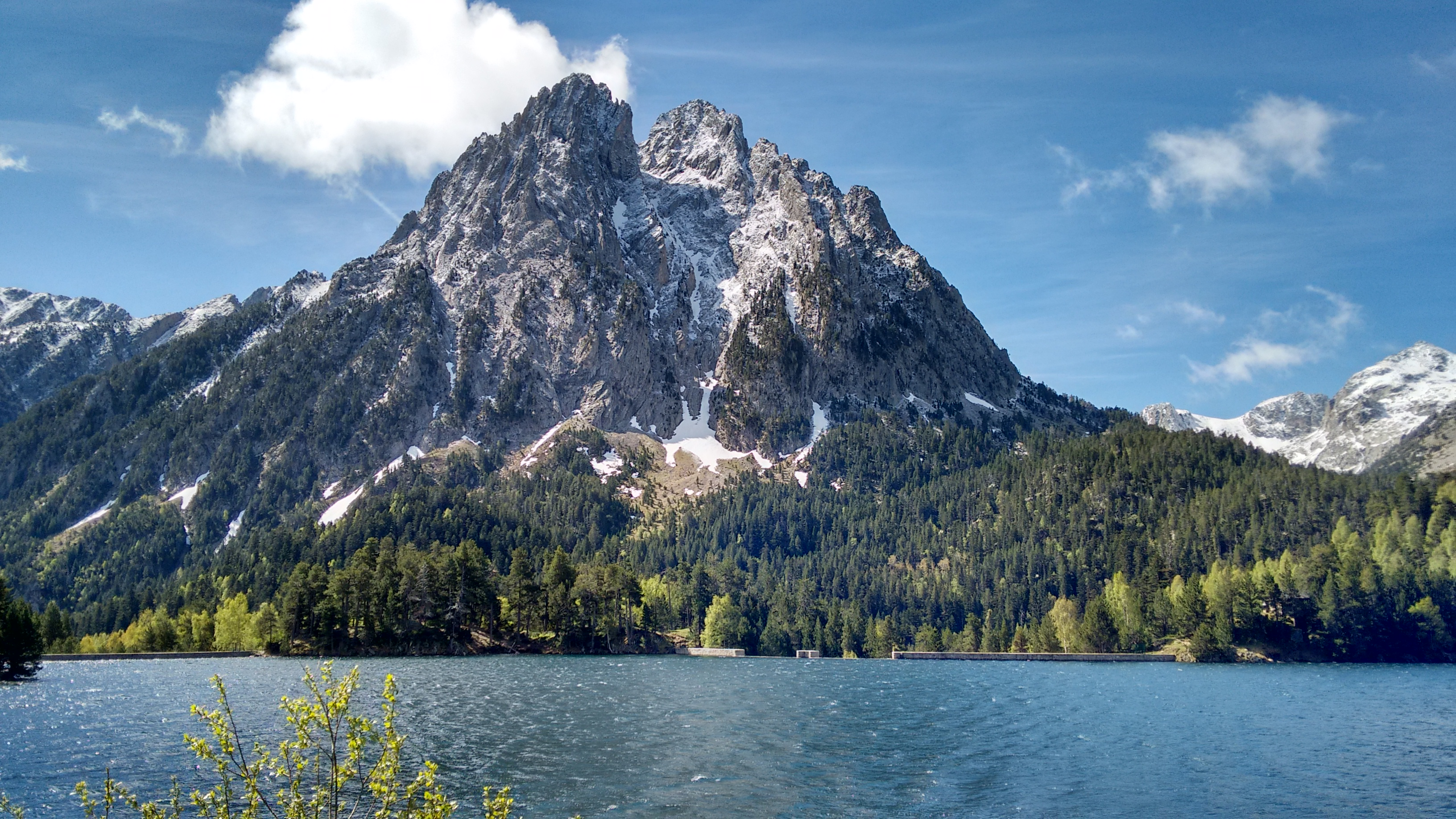
Los Encantados, dos picos representativos del parque.

El 30 de marzo la Generalidad de Cataluña promulga la Ley (7/1988, de 30 de marzo) de reclasificación del parque nacional, de acuerdo con la ley catalana de espacios naturales de 1985. Un aspecto importante de esta ley es la creación de la zona periférica de protección con el objetivo de garantizar una completa protección de los recursos naturales y evitar los posibles impactos ecológicos y paisajísticos procedentes del exterior. 
A partir de este momento, se endurece la normativa y se prohíben la pesca, la acampada, las explotaciones forestales y de cualquier otro recurso natural, excepto los pastos y las hidroeléctricas que tienen concesiones en vigor. En la zona periférica solo se permiten los usos y aprovechamientos tradicionales compatibles con los objetivos de protección y conservación del medio. Esta ley comporta el final de la cohabitación entre la administración central y la autonómica. El Estado deja de reconocer a Aiguas Tortas como parque nacional.
Con la Ley 22/90 del 28 de diciembre, se modificaron, parcialmente, los límites de la zona periférica, la composición del Patronato de gestión del parque y las actividades de explotación permitidas.
El 5 de julio de 1996 se produjo una nueva ampliación del parque que comprende las actuales 14 119 ha.
El 5 de noviembre de 1997, a instancias de un recurso de la Generalidad de Cataluña, se modifica la ley 4/1989 de espacios naturales española, posibilitando la gestión de los parques nacionales por parte de las comunidades autónomas y la vuelta de Aiguas Tortas a la red de parques nacionales de España.

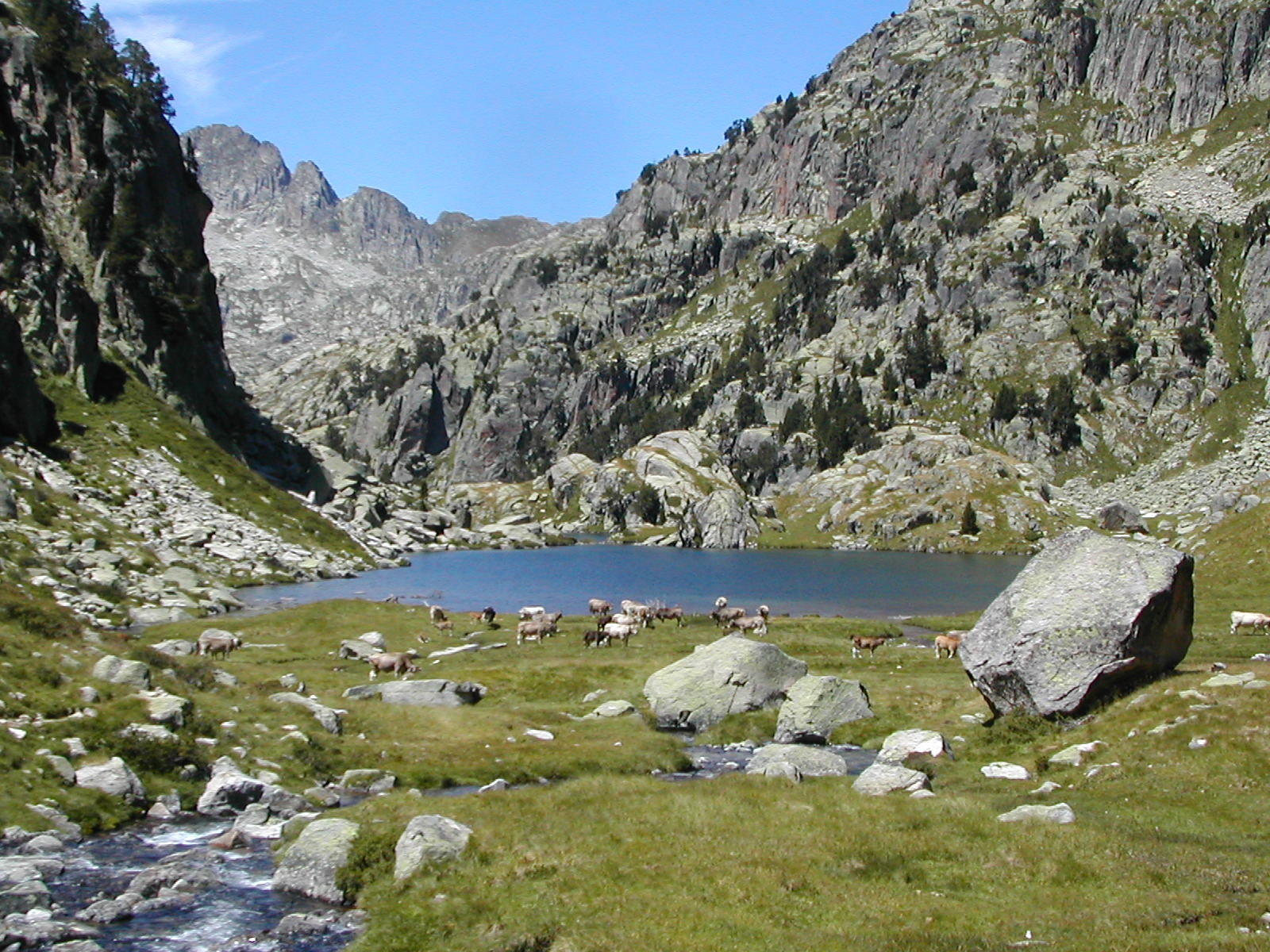
Lago glaciar del parque.

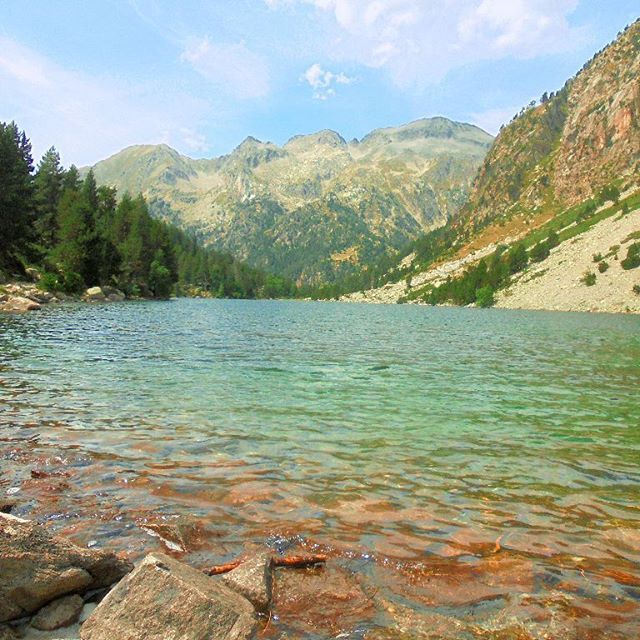
Estany Llong

## Geografía

### Ríos
- Cuenca del Noguera de Tor:
  - Río de San Nicolás
  - Río de San Martín

- Cuenca del Garona:
  - Valarties
  - Aiguamoix
  - Garona de Ruda

- Cuenca del Noguera Pallaresa:
  - Río Cabanes
  - Río Escrita
  - Pamano
  - Flamisell

### Lagos

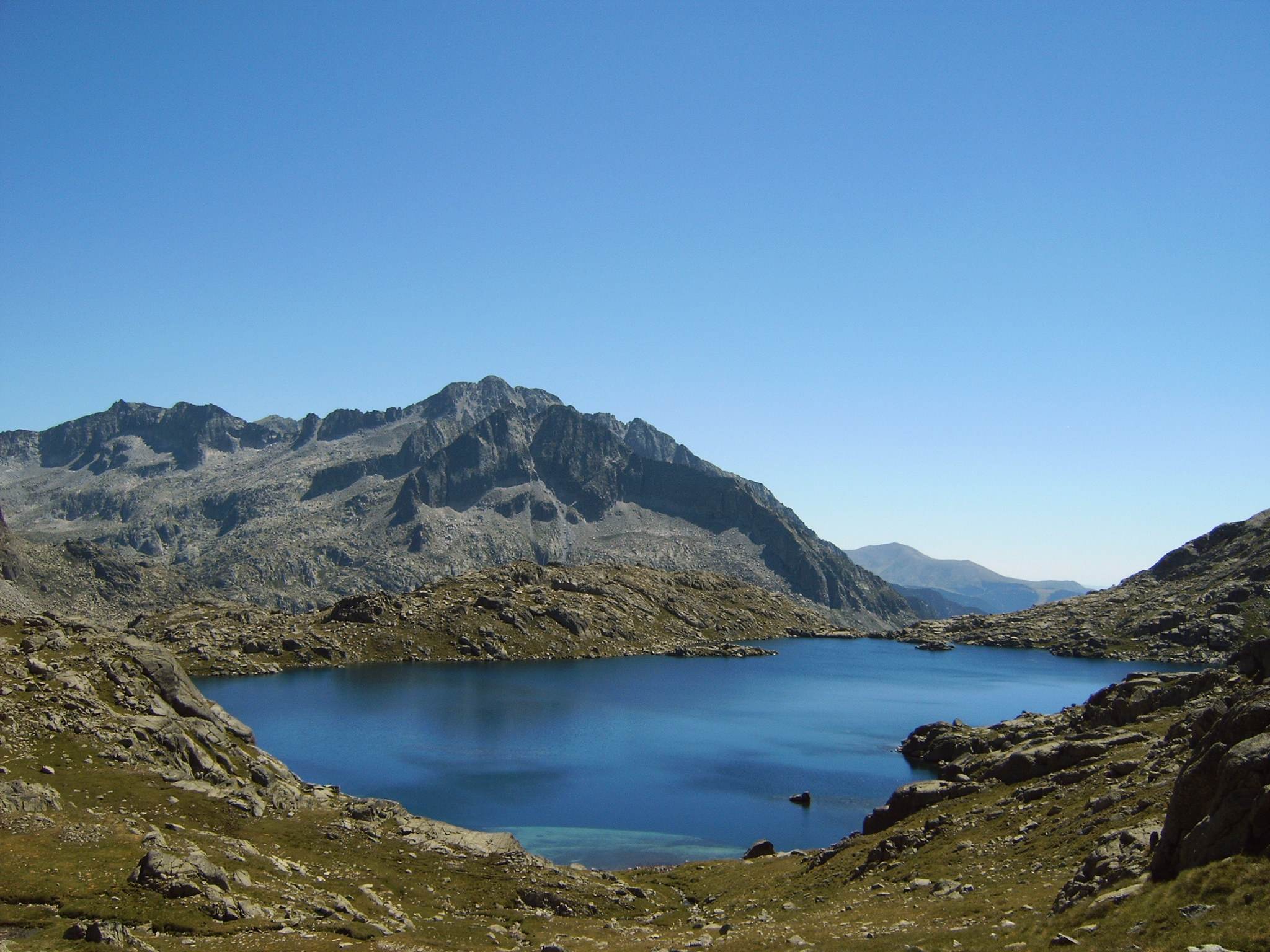
Estany des Monges.

Dentro del parque nacional se pueden encontrar hasta 80 lagos. Los principales son: Llebreta, Serradé, Contraix, Llong, Mussoles, Ribera, Morrano, Dellui, Redó, Negro de Portarró, Ratera, Barbs, Munyidera, lagos de Amitges, San Mauricio, Negro de Peguera, Monges, Travessani, Mangades.
En la zona periférica
- Al norte: Rius, Tort de Rius, de Mar, Restanca, Mayor de Colomers, Obago, Mayor de Saboredo, Saboredo de Arriba, Gerber, Xemeneia, Negro o de Cabanes, Besiberri.

- Al sur: Pessó, Castieso, Morto, Eixerola, Cubieso, Mariolo, Tort, Saburó, Vidal, Colomina, Frescau, Reguera, Fosser, Ribanegra, Salat, Morera, Gento y Mainera.

### Montañas
- Las más altas:
  - Pico de Comaloforno, 3033 m
  - Besiberri Sur, 3017 m
  - Besiberri Norte, 3015 m
  - Punta Alta, 3014 m

- Las más famosas:
  - Pico de Peguera, 2982 m
  - Pico de Subenuix, 2949 m
  - Gran Tuc de Colomers, 2933 m
  - Tuc de Ratera, 2857 m
  - Montardo, 2833 m
  - Gran Encantado, 2747 m

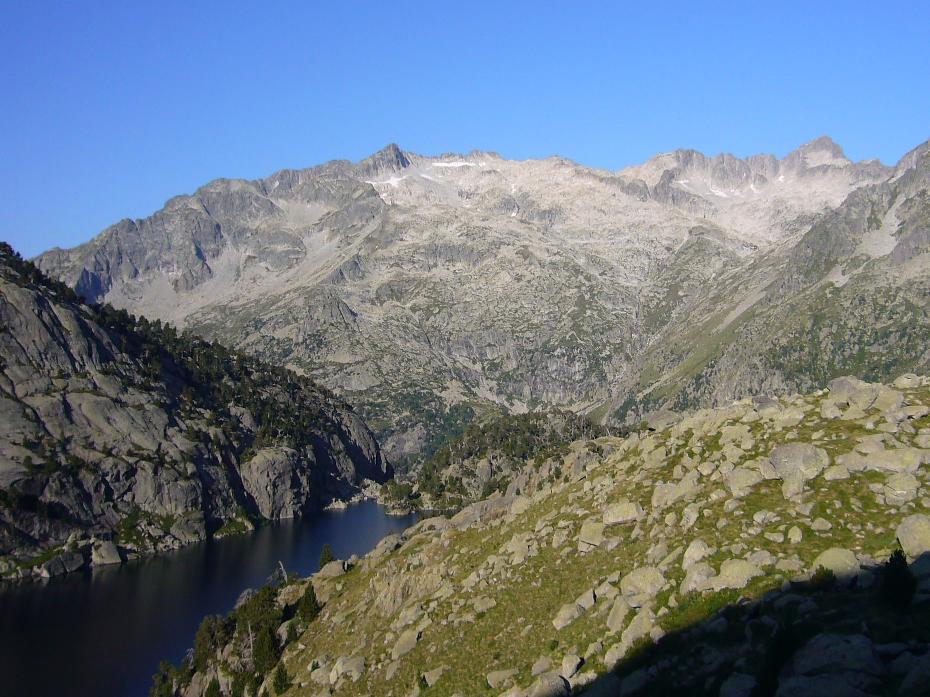
Lago negro y macizo de Besiberri.

Los picos más emblemáticos son: Peguera (2982 m) y la Sierra de Los Encantados (2747 m)

## Patrimonio biológico
La geomorfología del alto Pirineo permite que los ecosistemas que se dan dentro del parque sean muy variados, por una parte a causa de las diferentes altitudes y por otra, la orientación de las vertientes.
En todas las altitudes existen pequeños ecosistemas producidos, bien por las umbrías, los márgenes de ríos rápidos o a los lagos de aguas tranquilas. 

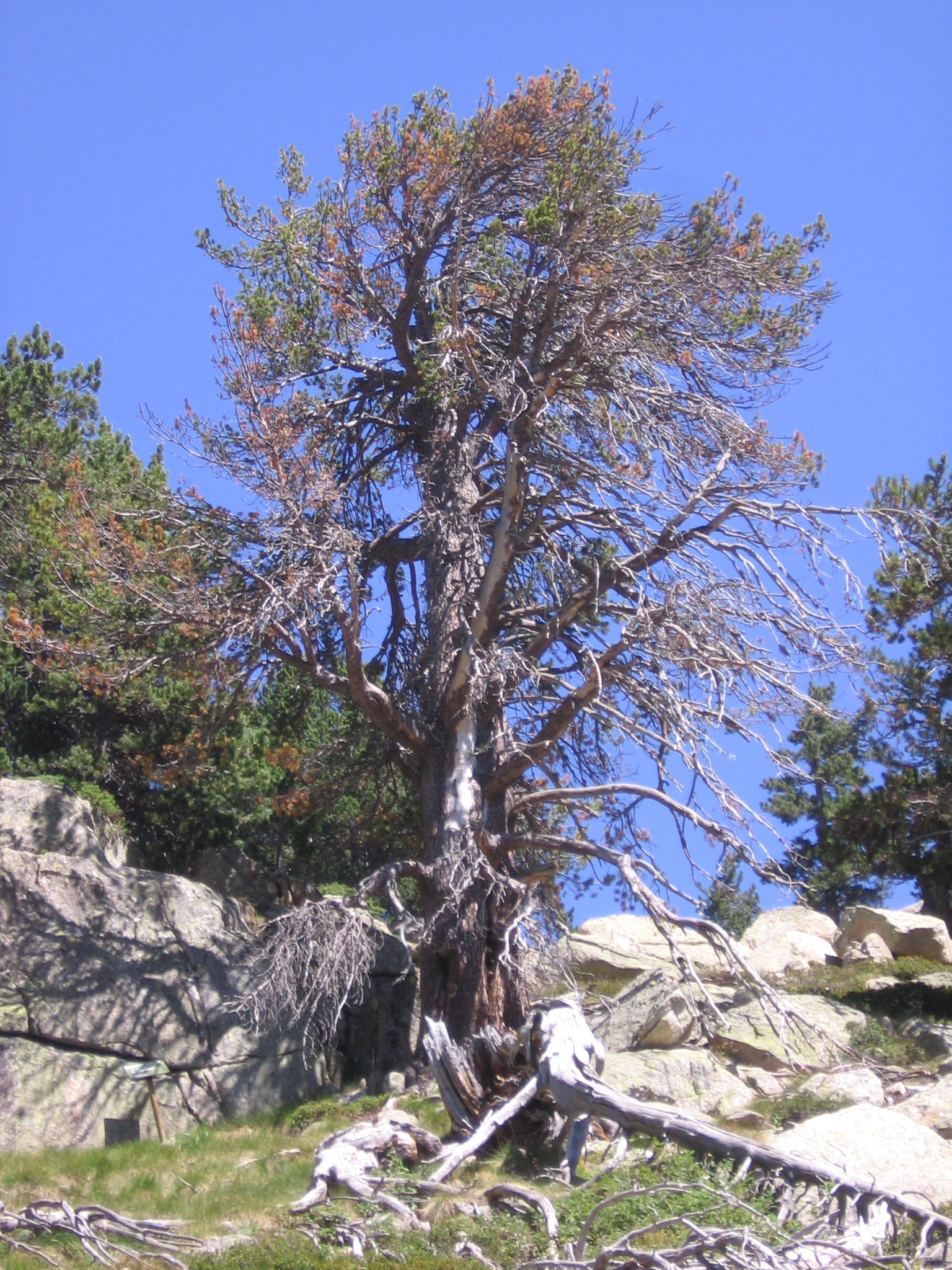
Pino de Amitges, árbol singular.

### Vegetación
En las partes bajas de las montañas, en el piso montano hasta unos 1500 m, se encuentran mayoritariamente bosques caducifolios con roble pubescente, fresno, haya y avellano. Estos lugares, pero, han sido los más alterados secularmente por la acción humana y en muchas ocasiones están ocupados por prados de siega o de diente, matorrales dominados por boj o bosques secundarios de pino silvestre.
Más arriba, de 1500 m hasta encima de los 2000 m, comienza el dominio de los pinares de pino negro. En el estrato arbustivo de las partes umbrías vive el rododendro y el arándano". La gayuba y el enebro prefieren lugares más soleados. En las vertientes más umbrías y húmedas, por debajo de los 2000 m crecen importantes bosques de abeto. La Mata de Valencia es el abetar más importante de los Pirineos. Acompañando al bosque se localizan el mostajo y los serbales (el serbal de cazadores, y el Sorbus chamaemespilus), arbolillos de poca altura caracterizados por el color grisáceo de sus troncos y ramas, así como por sus frutos rojos que desde el mes de julio persisten hasta el invierno.
En los pastos alpinos, por encima de los 2300 m, ya no existen los bosques pero se pueden encontrar numerosas especies de la flora de alta montaña, por ejemplo la genciana alpina, la genciana nival, la genciana de Burser, la saxífraga púrpura o diferentes ranúnculos. 
Una parte de las especies del parque (aproximadamente un 8%) son endemismos pirenaicos en sentido amplio. Alrededor del 7% tienen distribución estrictamente bóreo-alpina o ártico-alpina, y llegaron a los Pirineos durante la última glaciación. El grupo más importante de especies de la flora del parque corresponde al elemento eurosiberiano, es decir, a las plantas propias de la Europa central húmeda.

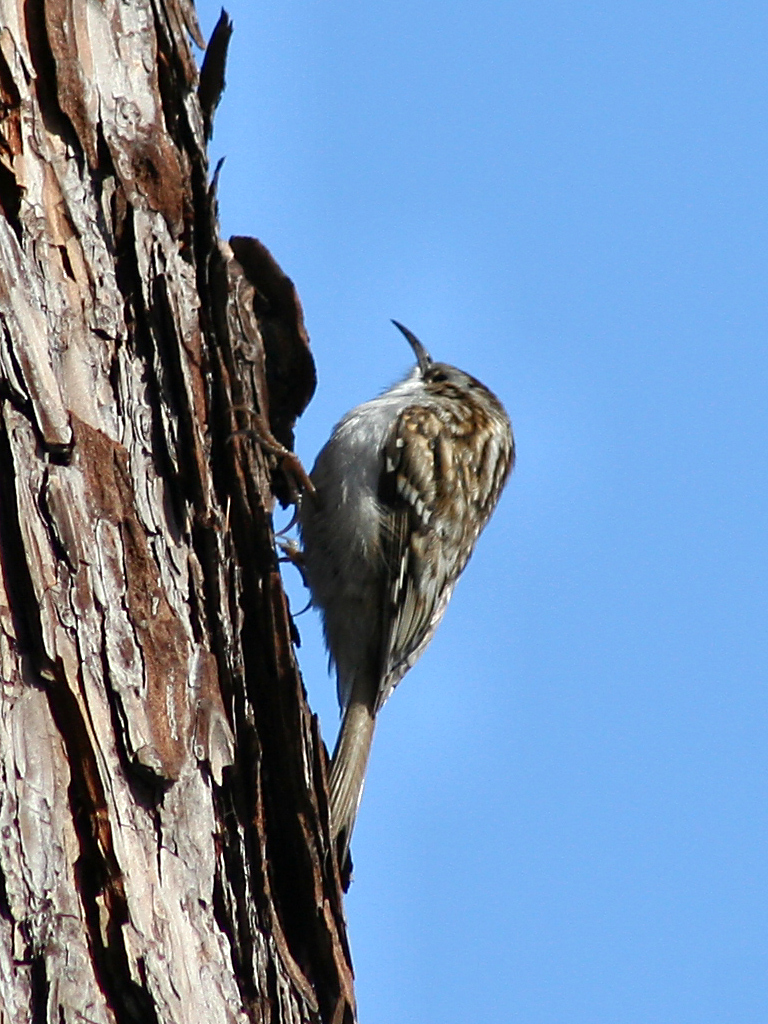
Agateador norteño.

### Fauna
La fauna del parque, aunque es muy interesante, se comporta discretamente y es difícil de observar. Hace falta paciencia y un poco de suerte para ver a las especies más emblemáticas. Aproximadamente hay unas 220 especies de vertebrados, de las que casi dos terceras partes son aves. Cabe destacar la presencia del urogallo, el águila real, el quebrantahuesos, el buitre leonado, la perdiz nival, el pito negro o el treparriscos.
Se encuentran también paseriformes tales como el arrendajo, la lavandera blanca, el gorrión alpino, el agateador norteño o el roquero rojo.
Algunos de los mamíferos más representativos son el sarrio o rebeco (rupicapra pyrenaica), el jabalí, el armiño, la marta, el lirón gris, la ardilla roja o el corzo. La marmota y el gamo fueron introducidas durante el siglo XX.
En las orillas se puede encontrar el desmán ibérico.
Los dos ríos principales, el San Nicolás y el Escrita, y la mayoría de los lagos están poblados por la trucha común que tiene que compartir el espacio con otras especies piscícolas alóctonas que fueron introducidas años atrás por los pescadores. 
Entre los anfibios, el tritón pirenaico, endémico del norte de la península ibérica, es significativo por su rareza. En cambio, la rana bermeja es muy abundante. Se encuentran también reptiles, como la culebra verdiamarilla o la venenosa víbora áspid.

## Geología y climatología

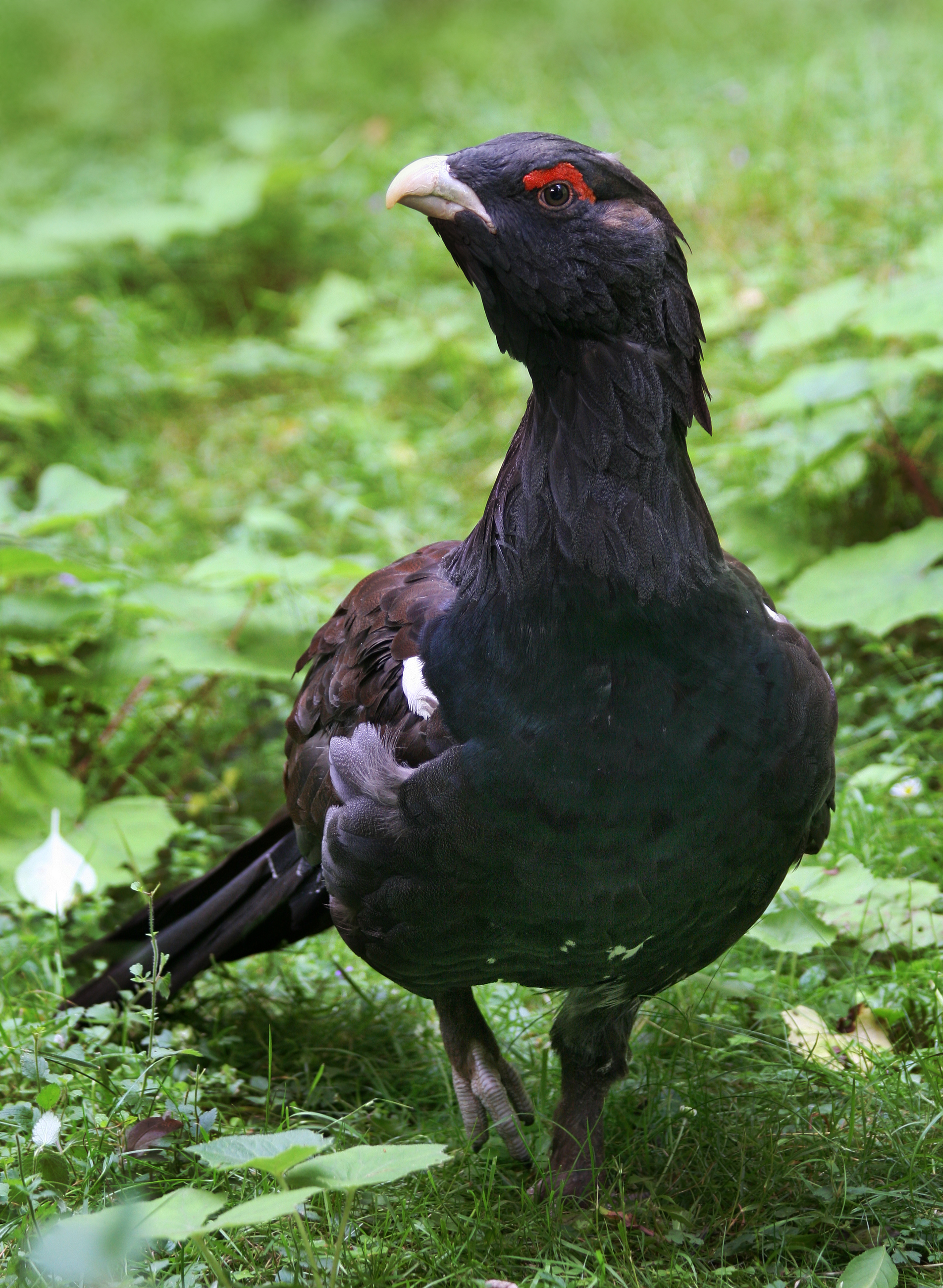
Urogallo.

El interior del parque ofrece una magnífica representación de la geología de los Pirineos. Las rocas predominantes, granito y pizarra, son muy antiguas y se formaron durante la Era Primaria. Estos materiales tan antiguos se levantaron del fondo del mar durante la orogenia alpina, en la Era Terciaria, dando lugar a los Pirineos actuales. 
Pero sin duda alguna lo que imprime el carácter geológico del Pirineo central son las sucesivas glaciaciones de la Era Cuaternaria que cubrieron estas montañas de extensos glaciares de decenas de kilómetros de longitud. Los lagos, las cascadas, los picos afilados, las crestas vertiginosas, así como la forma de U de los valles constituyen un magnífico ejemplo de la acción erosiva de estos glaciares de los cuales, hoy en día, solo quedan unos pequeños ejemplos relictuales en el Pirineo aragonés.
Actualmente el agua es la principal protagonista, tanto por los característicos meandros de la alta montaña, como por la gran concentración de lagos, ríos y cascadas. Este parque constituye la zona lacustre más importante de los Pirineos.
La temperatura media en el parque oscila entre los cero y los cinco grados. El invierno en la alta montaña es muy frío y en las partes más altas del parque durante cuatro meses las temperaturas no pasan de los 0 grados. 
Las precipitaciones anuales están entre 900 mm y 1300 mm repartidas en unos 150 días de precipitación. De estos 150 días, como mínimo 100 la precipitación es en forma de nieve.

## Explotación
Las tierras que forman el parque son de propiedad pública (un 44% que incluye sobre todo el sector occidental ribagorzano), comunal (la mayoría de los terrenos del municipio de Espot) y particular (algunas pequeñas fincas que suponen un 6% de su superficie total). Aun así, la explotación de los recursos naturales está prohibida, con carácter general en el interior del parque nacional estricto. 
Básicamente se permiten las actividades tradicionales de la ganadería y las explotaciones hidroeléctricas que aun tienen concesiones vigentes. En la zona periférica de protección se permiten los usos y aprovechamientos tradicionales compatibles con la protección y conservación del medio.
El uso público es uno de los objetivos primordiales de los parques nacionales y, de manera regulada, debe permitirse el acceso de los visitantes a su interior. Aiguas Tortas es un parque abierto, donde el acceso de los visitantes se encuentra relativamente poco limitado, comparándolo con otros espacios naturales protegidos.

### Gestión
El parque se regula de acuerdo con un Plan rector de uso y gestión, aprobado por el Parlamento de Cataluña y que tiene una vigencia de cinco años. El órgano rector es el Patronato del Parque y la Comisión Permanente (con sede en los centros de Bohí y Espot). El órgano gestor es el Departamento de Medio Ambiente y Vivienda, Dirección General del Medio Natural, Servicio de Parques.

### Turismo
En la actualidad el parque nacional de Aiguas Tortas y Lago de San Mauricio es un destacado destino turístico, especialmente en verano.
| 1996                                                       | 1997    | 1998    | 1999    | 2000    | 2001    | 2002    | 2003    | 2004    | 2005    | 2006    | 2007    | 2008    |
| 333 734                                                    | 345 545 | 349 021 | 369 223 | 382 624 | 410 427 | 362 822 | 356 411 | 341 759 | 337 484 | 355 633 | 322 555 | 304 605 |
| Datos extraídos de la web del ministerio de Medio Ambiente |         |         |         |         |         |         |         |         |         |         |         |         |

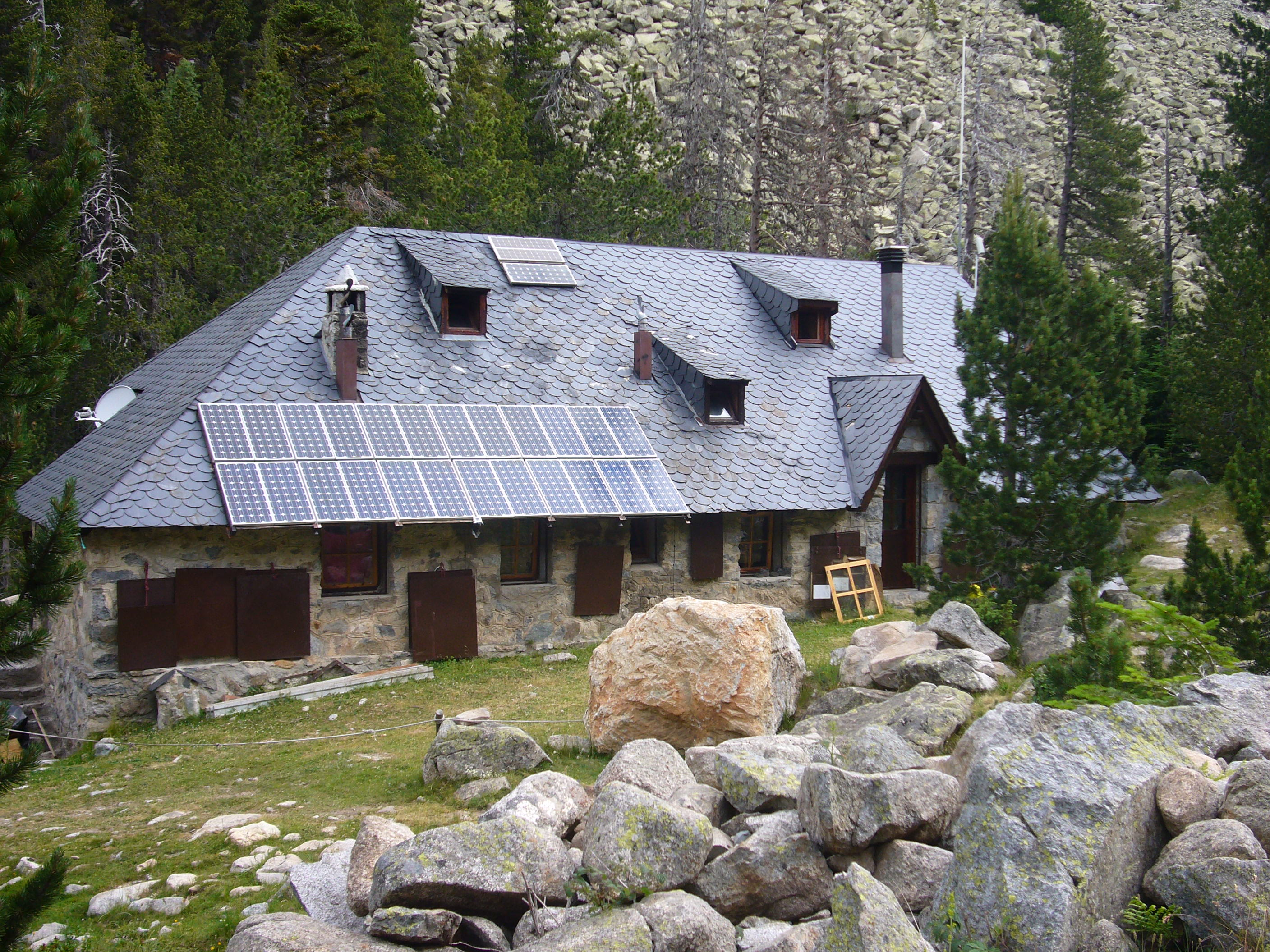
Refugio del Estany Llong, alimentado mediante energía solar.

En el parque nacional pueden llevarse a cabo una multitud de actividades, pero hay que de tener en cuenta que se trata de un espacio montañoso y escarpado donde la meteorología puede cambiar rápidamente, conviene estar bien informado. El parque dispone de una extensa red de puntos de información:
En Bohí hay una de las dos Casas del parque nacional, que actúa como centro de documentación y mantiene un servicio de biblioteca a disposición del público, se pueden encontrar obras especializadas o de divulgación sobre este territorio. También se puede visitar una exposición sobre el poblamiento de los Pirineos y las adaptaciones a la alta montaña.
En la Casa del Parque de Espot también se puede obtener información, y visitar una exposición permanente para conocer a los tres protagonistas principales del parque: la roca, el agua y la vida.
En Llessui hay el Ecomuseo de los Pastores del valle de Àssua, con una exposición permanente sobre el oficio y la vida de los pastores de ovejas.
Senet tiene un centro de información donde se puede ver la evolución histórica de la relación del hombre con la fauna: una historia de competencia, explotación y convivencia.
Durante los meses de verano, mientras funciona el teleférico del lago Gento, también está abierto un pequeño centro de información en la estación superior del teleférico, más arriba de la Torre de Cabdella, donde se explican algunas cosas sobre el agua y el parque nacional.
Todos estos centros organizan actividades diversas. se puede consultar la agenda en la web del parque.
Todas las actividades turísticas están reguladas. El acceso a pie es libre pero está prohibido acampar, la recolección de cualquier tipo de plantas, flores o setas, la caza y la pesca. También está prohibido el acceso para los vehículos privados al interior del parque. En los pueblos de Espot y Bohí existe un servicio de transporte público (taxis 4x4) que permite acceder hasta los lugares més emblemàticos de este lugar: el llano de Aiguas Tortas y el lago de San Mauricio. 
En verano, en el Valle de Arán también hay un servicio de taxis que acercan a las personas que lo deseen hasta la salida de los caminos que van a los refugios de Colomers o de Restanca. En la Vall Fosca, la entrada sur del parque, un teleférico conecta el embalse de Sallente con el lago Gento, punto de salida de varias excursiones.

### Senderismo

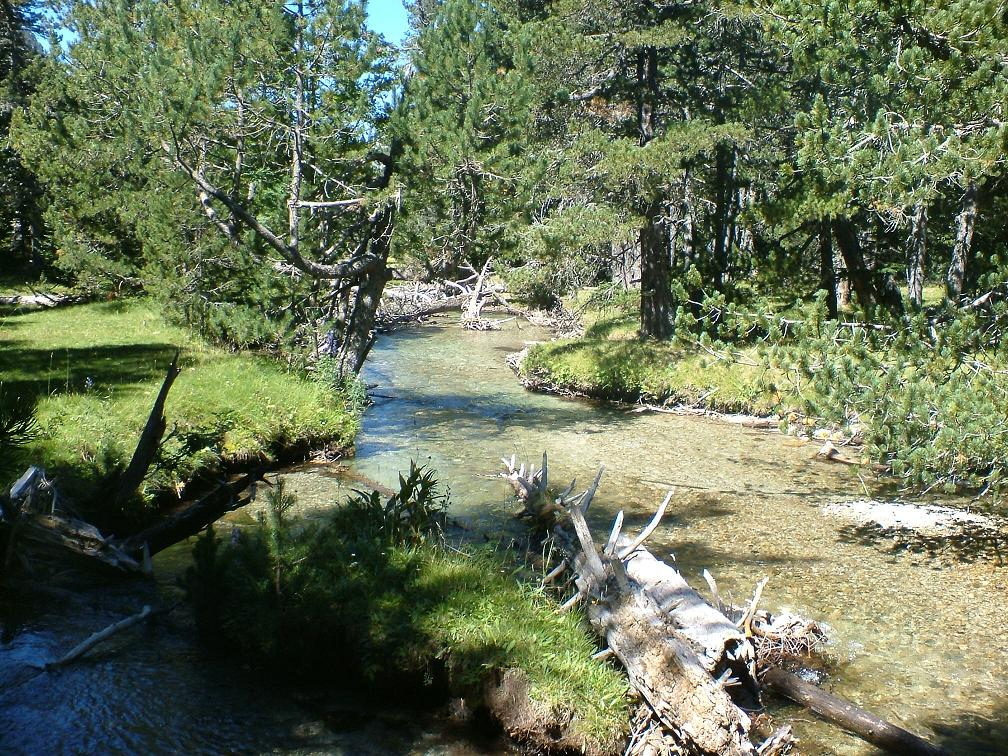
Planicie de Aiguas Tortas.

Durante el verano, el parque se llena de senderistas, que recorren todos los caminos. Hay muchas posibilidades, aunque algunos de los pequeños senderos que aparecen en los mapas son difíciles de encontrar o requieren de una buena condición física. Es necesario ser prudente a la hora de planificar la visita e informarse previamente de la dificultad de la opción deseada. El sendero de Gran Recorrido transpirenaico, GR-11, cruza el parque de lado a lado.
Los centros de información del parque ofrecen folletos de itinerarios destinados especialmente a los senderistas, donde se proponen excursiones fáciles y muy recomendables. Algunas de ellas son:

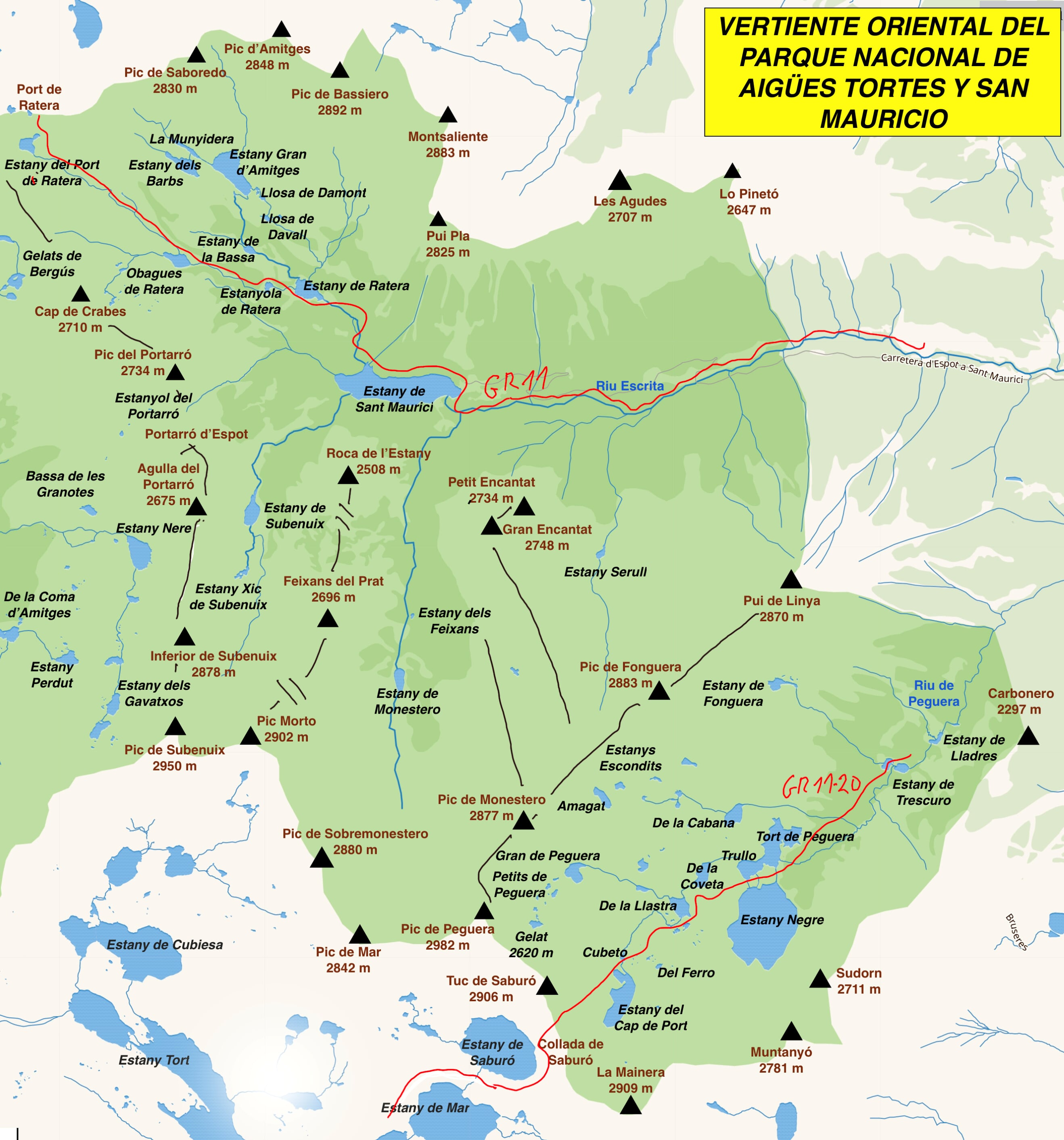
Vertiente oriental del Parque nacional de Aigües Tortes con los lagos y cimas más importantes y el sendero GR-11

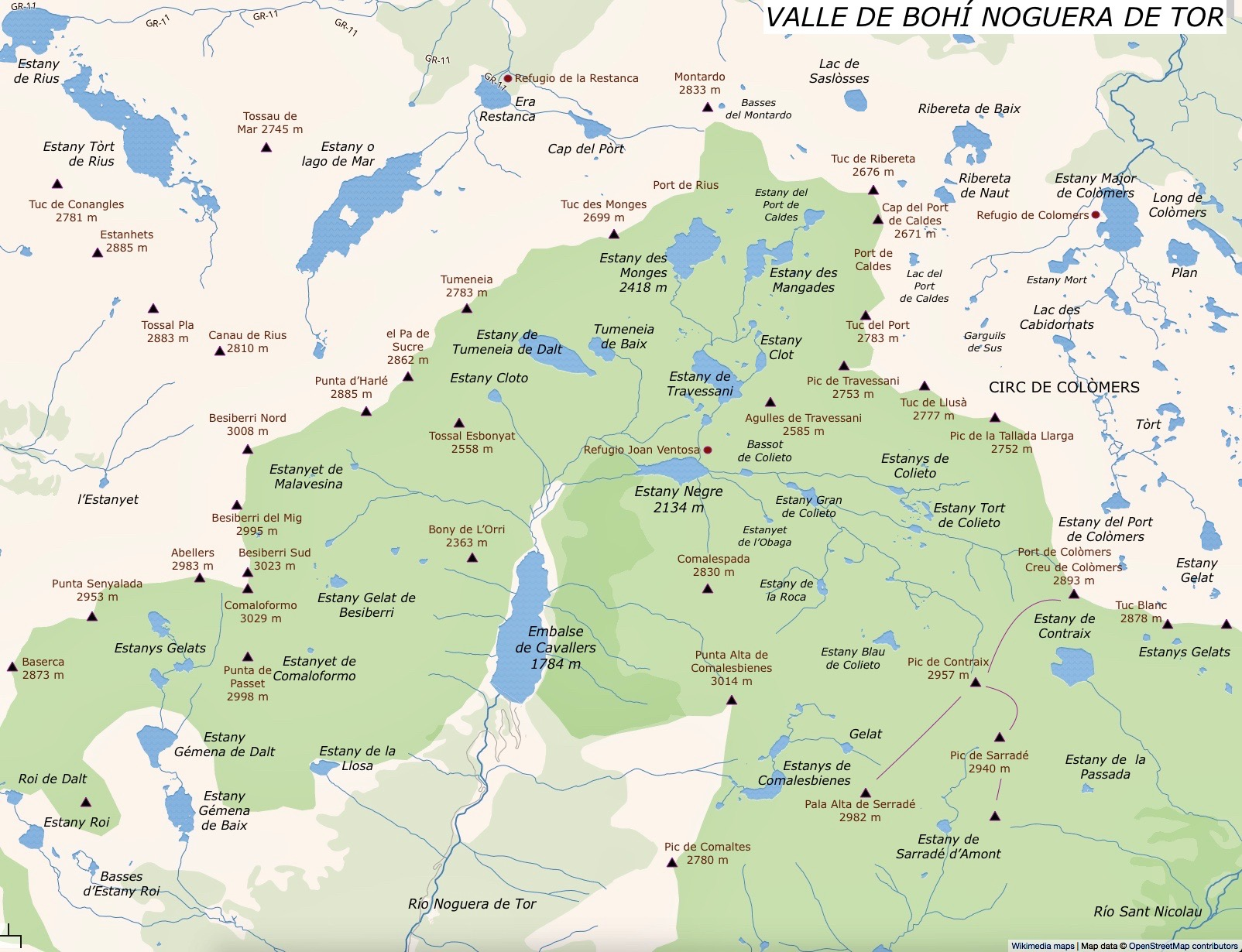
Parte noroccidental del Parque nacional de Aigües Tortes y San Mauricio.

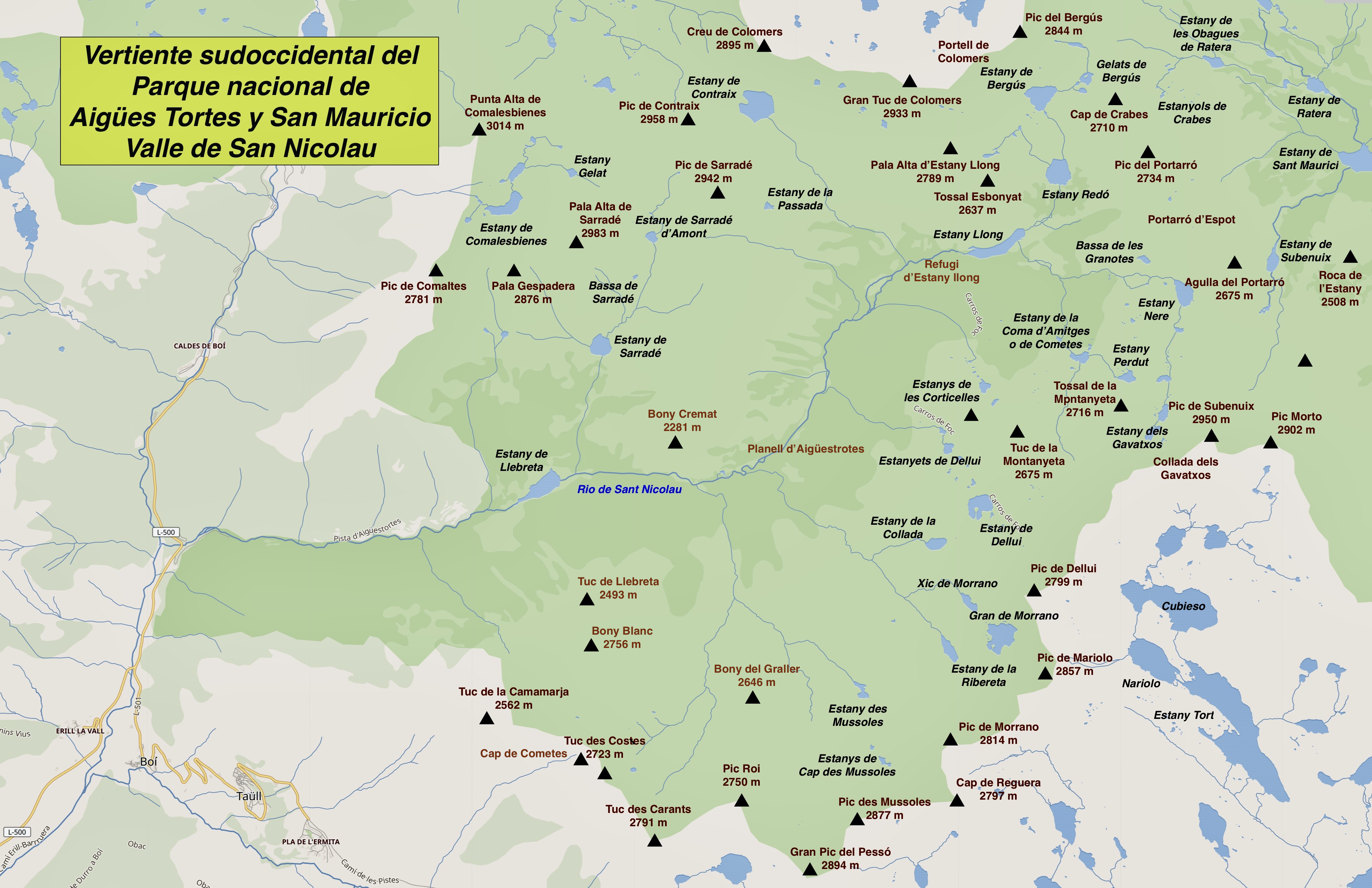
Parte sudoccidental del Parque nacional de Aigües Tortes y San Mauricio con el valle de Sant Nicolau

- Por la parte de Bohí, desde el lago de LLebreta hasta el lago Llong, remontando el río San Nicolás. En este recorrido, una pasarela, adaptada para personas con discapacidad física que deben usar una silla de ruedas, permite contemplar los magníficos prados y meandros del llano de Aiguas Tortas.
- Por la parte del lago de San Mauricio, desde San Mauricio, pasando por la cascada, hacia el lago de Ratera y hasta el mirador que se encuentra encima del lago. Desde este mirador se tiene la mejor perspectiva para ver el lago de San Mauricio. Desde el lago de Ratera, una segunda opción permite llegar hasta las Agujas de Amitges, donde comienza a apreciarse el ambiente de la alta montaña.
- Desde el aparcamiento de la Peülla, en la vertiente pallaresa del Puerto de la Bonaigua, al lago de Gerber.
- Desde los Baños de Tredós, en el Valle de Arán, hasta llegar al refugio de Colomers y recorrer el circuito de los lagos del circo de Colomers.
- Desde el lago Gento se puede visitar el lago Tort y llegar al refugio de la Colomina o al lago de Saburó.

Con cierta dificultad:
- Travesía Espot-Boí, por el Portarro de Espot, con panorámicas inolvidables.
- Travesía Artiés-Espot, subiendo hacia el Refugio de la Restanca y pasando, después, por Colomers y Amitges, bajando hacia el lago de San Mauricio.

Para los más osados:
- El camino denominado Carros de fuego.[9] Es un reto que permite completar un recorrido circular por algunos de los refugios guardados de esta zona. Aunque la versión competitiva puede completarse en menos de 24 hores, se recomienda destinarle un mínimo de cuatro días.
- Actualmente se está acabando la señalización de una nueva propuesta: "Caminos Vivos". Se trata de un sendero que da la vuelta al parque pasando por las poblaciones de su entorno y que ha significado la recuperación de un buen número de caminos antiguos, que recorrían estos valles cuando aún no existían las carreteras.

Otras actividades de montaña como el alpinismo, la escalada, las raquetas de nieve o el esquí de travesía también se pueden llevar a cabo en el interior del parque nacional, que ofrece muchas oportunidades para los deportistas. Los refugios de montaña, donde necesariamente hay que dirigirse para pernoctar, son espacios que facilitan poder conseguir objetivos más ambiciosos.

### Refugios

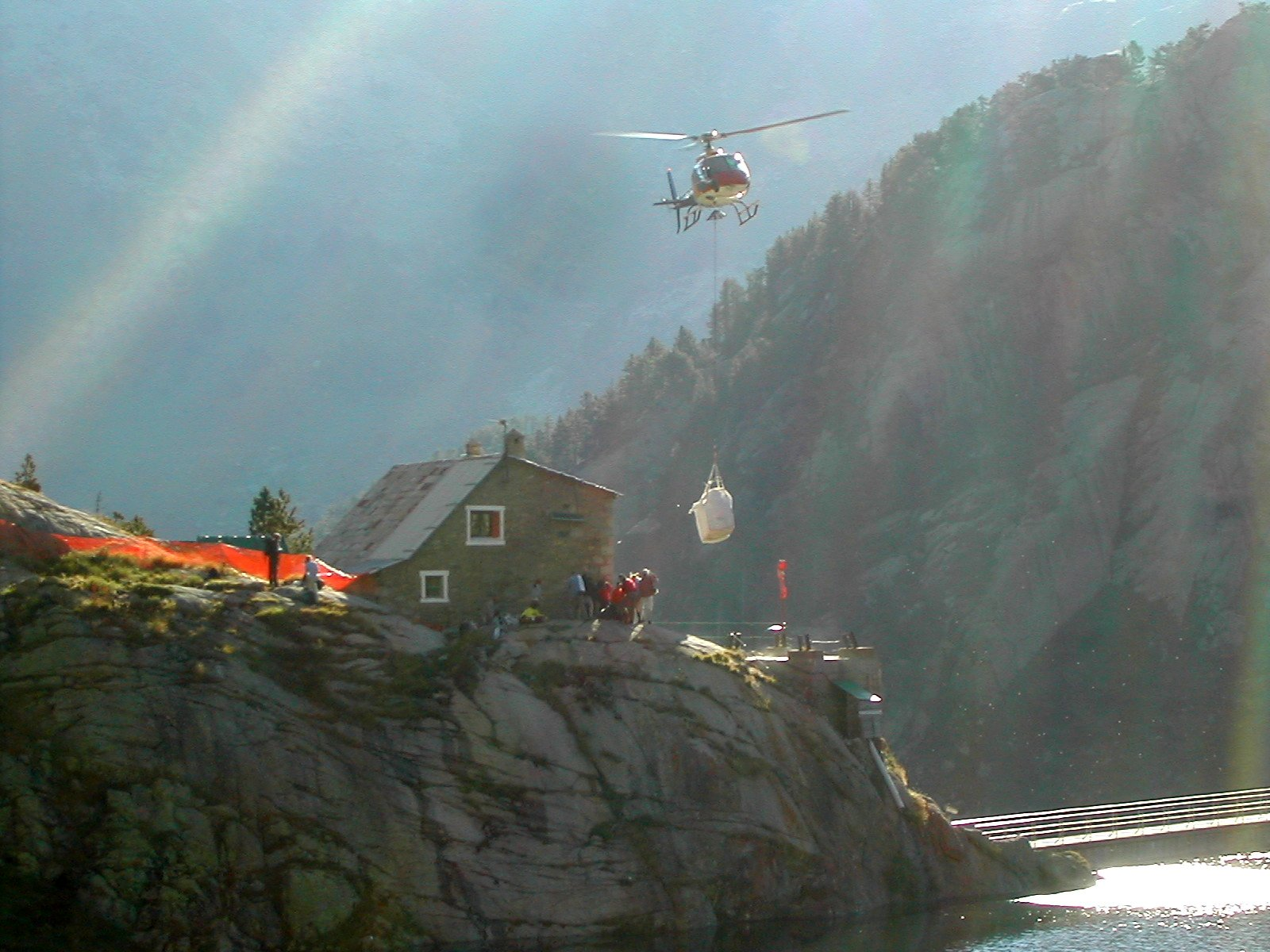
Un helicóptero entregando suministros en el refugio de Colomers.

Dentro de los límites del parque se puede pernoctar en los siguientes refugios:
- Refugio del Pla de la Font[10]
- Refugio de la Restanca[11]
- Refugio de Colomers[12]
- Refugio de Saboredo[13]
- Refugio de Amitges[14]
- Refugio Ernest Mallafré o de Sant Maurici[15]
- Refugio Josep Maria Blanc[16]
- Refugio Ventosa i Calvell[17]
- Refugio del Estany Llong[18]
- Refugio de Colomina[19]
- Refugio de Besiberri[20]
- Refugio vivac Gerber "Mataró"[21]

Existe una página web mediante la cual se pueden hacer reservar en línea en la mayor parte de refugios, Refusonline.

### Ganadería
Los prados de alta montaña, que hoy pertenecen al parque, han sido utilizados desde hace siglos por los ganaderos.
La protección de la economía local no es la única causa de que dentro del parque esté permitido el pastoreo tradicional. Se debe entender que siglos de explotación ganadera han transformado los ecosistemas de los prados y que éstos no serían como son sin el pastoreo.

### Hidroeléctrica

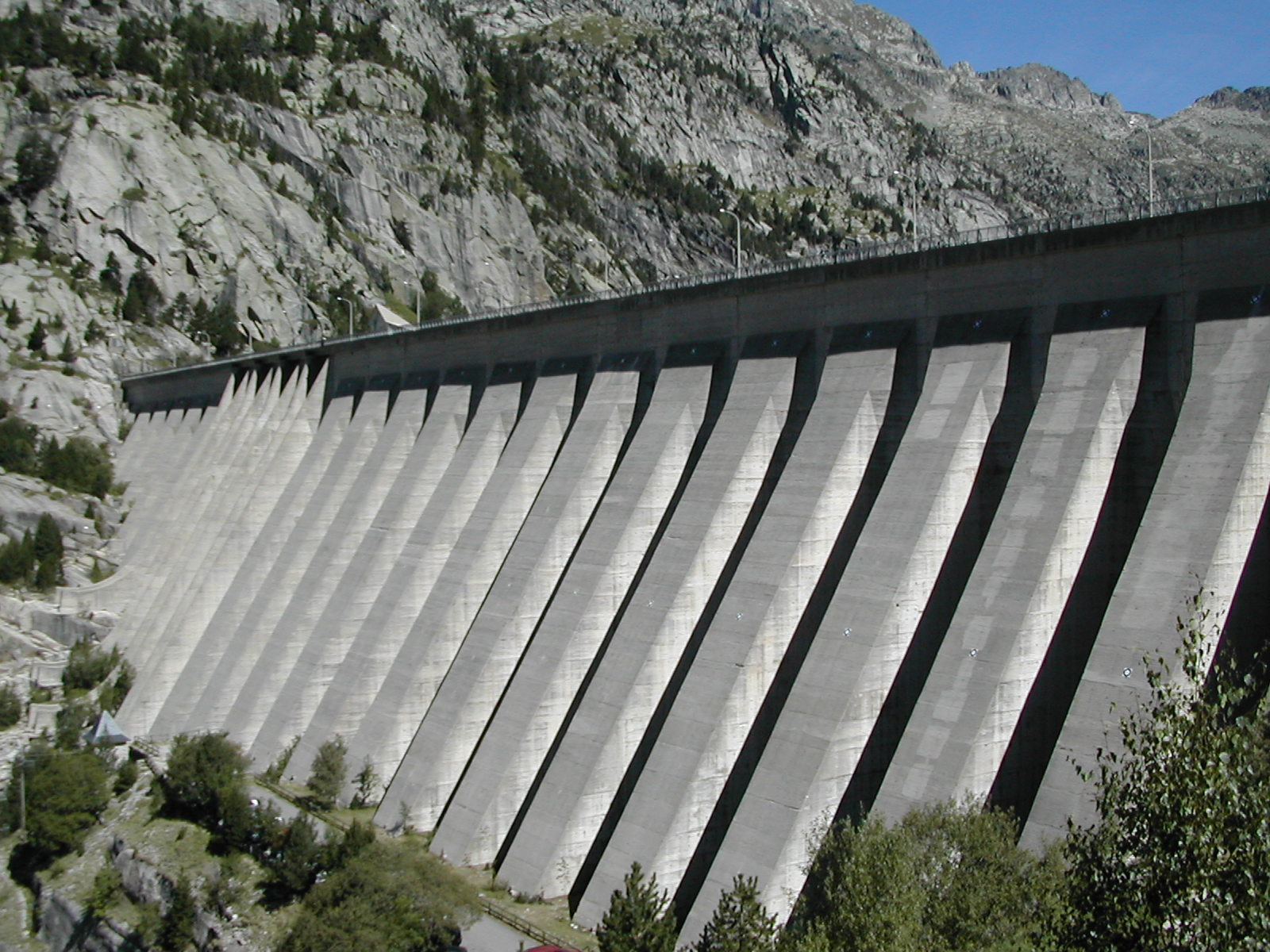
Presa de Cavallers.

Pese a que dentro del parque no hay ninguna central hidroeléctrica, se utilizan las aguas del mismo para producir electricidad fuera del área protegida. Con esta finalidad, dentro del parque existen grandes canalizaciones soterradas.
Las centrales que usan las aguas del parque son:
- Central hidroeléctrica de San Mauricio, en Espot: aprovecha las aguas recogidas en el lago de San Mauricio.
- Central hidroeléctrica de Sallente-Estany Gento, en Torre de Cabdella: aprovecha las aguas recogidas por una inmensa red de canales subterráneos construida a principios del siglo XX. Esta red de canales se extiende desde los lagos de Cubieso, Mariolo, Tort, Saburó, de Mar y otros más pequeños. La central de Sallente-Lago Gento es reversible, es decir, puede bombear el agua desde el lago inferior de Sallente hasta el superior del lago Gento, para absorber parte de la producción eléctrica de las centrales nucleares en las horas valle (cuando durante la noche, por ejemplo, hay un exceso de producción de electricidad).
- Central hidroeléctrica de Caldes, en el valle de Bohí: aprovecha las aguas del embalse de Cavallers y del río Sant Nicolau.